# Dale Mortensen

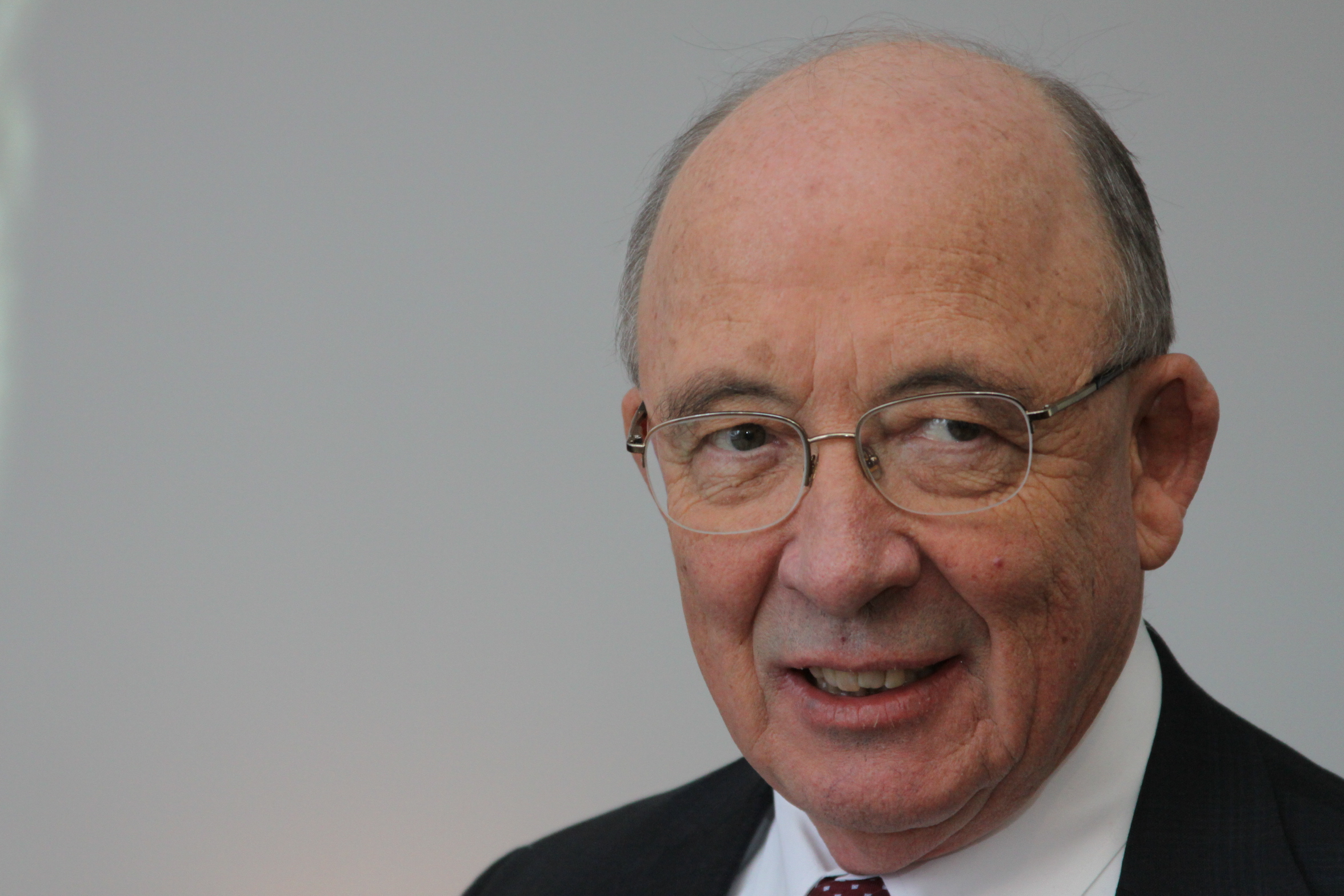
Dale Mortensen (2010)

Dale Thomas Mortensen (* 2. Februar 1939 in Enterprise, Oregon; † 9. Januar 2014 in Wilmette, Illinois) war ein US-amerikanischer Wirtschaftswissenschaftler. 2010 erhielt er den Preis für Wirtschaftswissenschaften der schwedischen Reichsbank im Gedenken an Alfred Nobel (Wirtschaftsnobelpreis).

## Leben und Wirken
Nach seinem Bachelor of Arts 1961 in Wirtschaftswissenschaft an der Willamette University wurde er 1967 an der Carnegie Mellon University zum Ph.D. promoviert. Bereits seit 1965 war er an der Northwestern University tätig: 1965 bis 1971 war er Assistenzprofessor und 1971 bis 1975 außerordentlicher Professor. Seit 1975 war er dort ordentlicher Professor für Wirtschaftswissenschaft. 1979 bis 1982 war der Dekan der wirtschaftswissenschaftlichen Fakultät. Seit 1980 war er zusätzlich Professor für Betriebswirtschaftslehre und Entscheidungstheorie. Im Jahr 2000 wurde Mortensen Mitglied der American Academy of Arts and Sciences. Seit 2001 forschte er zudem am Institut zur Zukunft der Arbeit in Bonn und seit 2005 am National Bureau of Economic Research (NBER) in Cambridge, Massachusetts. Gastprofessuren führten ihn an die Cornell University (1984), New York University (1985), Hebräische Universität Jerusalem (1985), University of Essex (1993), ans California Institute of Technology (1994) und an die Universität Aarhus (2006–2010).
Mortensen interessierte sich besonders für dynamische Prozesse in der Wirtschaft, die von bisherigen Theorien nicht vollständig erklärt werden können. Er entwickelte in der Arbeitsökonomik formale Arbeitssuchmodelle und untersuchte ihre Anwendungen auf Arbeitslosigkeit und die Dynamik von Lohn und Gehalt. Seine Erkenntnis, dass das zufällige Eintreffen der Handelspartner Friktion erzeugt, wurde zu einer führenden Technik der Analyse von Arbeitsmärkten und den Effekten der Arbeitsmarktpolitik.
Er war mit Beverly Patton Mortensen verheiratet.

## Auszeichnungen
- 2005 IZA Prize in Labor Economics (Institut zur Zukunft der Arbeit)
- 2007 Mincer Prize (Society of Labor Economics)
- 2010 Preis für Wirtschaftswissenschaften der schwedischen Reichsbank im Gedenken an Alfred Nobel

## Mitgliedschaften
- 1979 Econometric Society
- Society of Economics Dynamics (1995–2000 deren Präsident)
- 2000 American Academy of Arts and Sciences
- 2005 Society for Labor Economics
- 2005 Europäische Ökonomische Vereinigung
- 2013 National Academy of Sciences
- American Economic Association

## Werke
Buch
- Wage Dispersion. Why Are Similar Workers Paid Differently. MIT Press, Cambridge, Mass. [u. a.] 2003, ISBN 0-262-13433-0.

Artikel (Auswahl)
- A theory of wage and employment dynamics. In: Edmund S. Phelps [u. a.] (Hrsg.): Microeconomic Foundations of Employment and Inflation Theory. W. W. Norton, New York 1970, ISBN 0-393-09326-3, S. 167–211.
- Job Search, the Duration of Unemployment, and the Phillips Curve. In: The American Economic Review. Band 60, Nr. 5, Dezember 1970, S. 847–862.
- Generalized Costs of Adjustment and Dynamic Factor Demand Theory. In: Econometrica. Band 41, Nr. 4, Juli 1973, S. 657–665.
- Job matching under imperfect information. In: Orley Ashenfelter und James Blum (Hrsg.): Evaluating The Labor Market Effects of Social Programs. Princeton University Press, Princeton 1976, S. 194–232.
- mit Kenneth Burdett: Labour supply under uncertainty. In: Ronald G. Ehrenberg (Hrsg.): Research in Labour Economics. Band 2, JAI Press, Connecticut 1978, S. 109–157.
- Specific Capital and Labor Turnover. In: Bell Journal of Economics. Band 9, Nr. 2, 1978, S. 572–586.
- mit Kenneth Burdett: Search, Layoffs, and Labor Market Equilibrium. In: Journal of Political Economy. Band 88, Nr. 4, August 1980, S. 652–672.
- mit Kenneth Burdett: Testing for ability in a competitive labor market. In: Journal of Economic Theory. Band 25, Nr. 1, August 1981, S. 42–66.
- The matching process as a non-cooperative bargaining game. In: John J. McCall (Hrsg.): The Economics of Information and Uncertainty. University of Chicago Press, Chicago [u. a.] 1982, ISBN 0-226-55559-3, S. 233–258.
- Property Rights and Efficiency in Mating, Racing, and Related Games. In: American Economic Review. Band 72, Nr. 5, Dezember 1982, S. 968–979.